# 鳴神 (郡山市)
鳴神（なるがみ）は、福島県郡山市に所在する町丁である。郵便番号は963-0207。

## 地理
郡山市役所本庁所管地域である市街中心部および中西部の行政区である大槻町に属する。北で堤、東で島、台新、南で静町、大槻町（飛地）、谷地本町、西で中野とそれぞれ隣接する。郡山西部第一土地区画整理事業実施区域の一部であり、国道4号あさか野バイパス以西、福島県道6号郡山湖南線以北の区画に位置する。北側に一丁目、南に東から二、三丁目が設置されている。幹線道路沿いに店舗などが連なり、住宅地が広がる。開成三丁目に所在する郡山警察署開成山交番、および大槻町に所在する郡山消防署大槻基幹分署がそれぞれ管轄にあたる。

## 世帯数と人口
2024年1月1日現在の世帯数と人口は以下の通りである。
| 町丁 | 世帯数  | 人口    |
| ---- | ------- | ------- |
| 鳴神 | 773世帯 | 1,631人 |

## 小・中学校の学区
市立小・中学校に通う場合、学区は以下の通りとなる。
| 番地                               | 小学校             | 中学校                 |
| ---------------------------------- | ------------------ | ---------------------- |
| 三丁目79・82～109・116・149～238番 | 郡山市立大成小学校 | 郡山市立郡山第七中学校 |
| 上記を除く全域                     | 郡山市立大成小学校 | 郡山市立郡山第一中学校 |

## 交通

### 道路
- 国道4号あさか野バイパス
- 福島県道6号郡山湖南線
- 一級市道33号桑野大槻線（新さくら通り）
- 一級市道69号静町大徳南線（コスモス通り）

## 施設等
- 郡山市立大成小学校
- 大成地域公民館
- リオンドール 鳴神店
- しまむら コスモス通り店
- 福島トヨペット こおりやま鳴神店